# Cupolino (aeronautica)

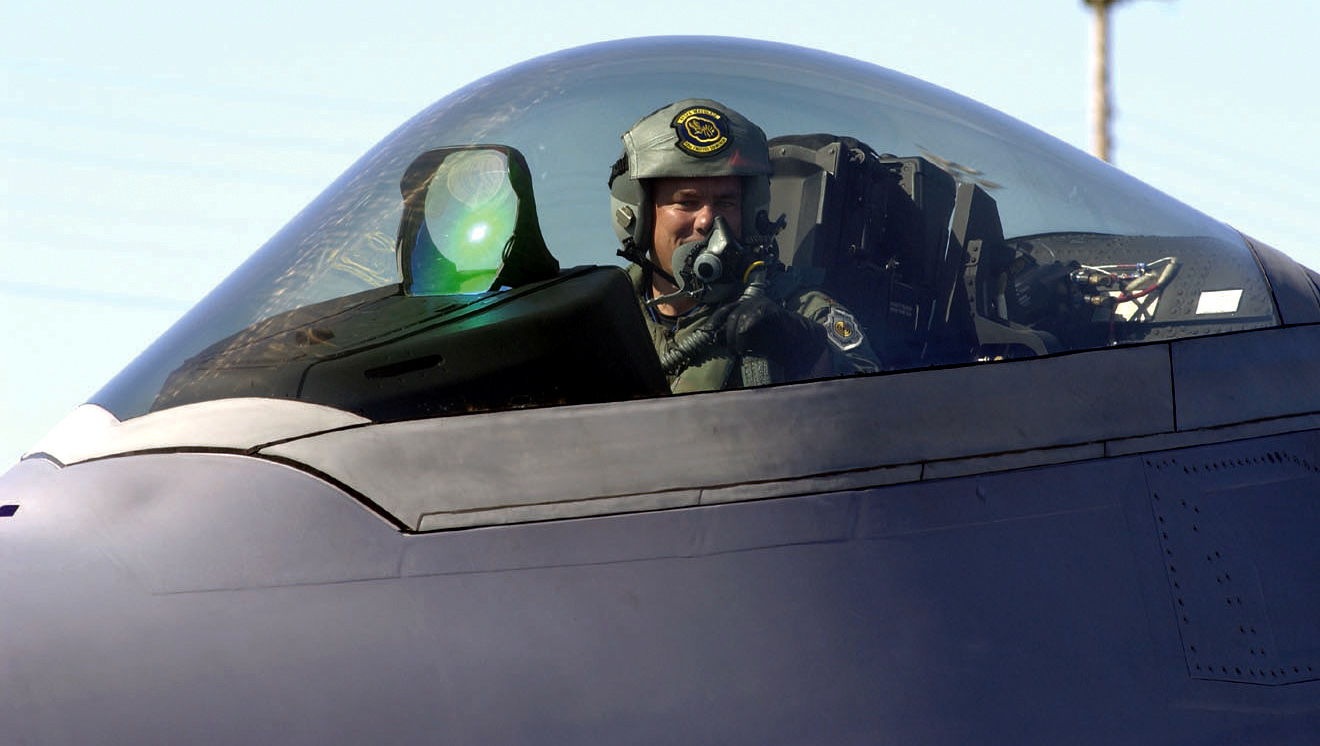
Cupolino di un Lockheed Martin-Boeing F-22 Raptor

In aeronautica, il cupolino (detto anche tettuccio, in inglese canopy) è una copertura trasparente posta sopra la cabina di pilotaggio in alcuni tipi di aerei. La sua funzione è quella di proteggere dagli agenti esterni e garantire un ambiente relativamente tranquillo agli occupanti del velivolo.
Data la posizione preponderante nella sezione frontale dell'aereo, è fondamentale studiare adeguatamente l'aerodinamica di questo particolare per ridurre al minimo la resistenza all'aria.

## Storia

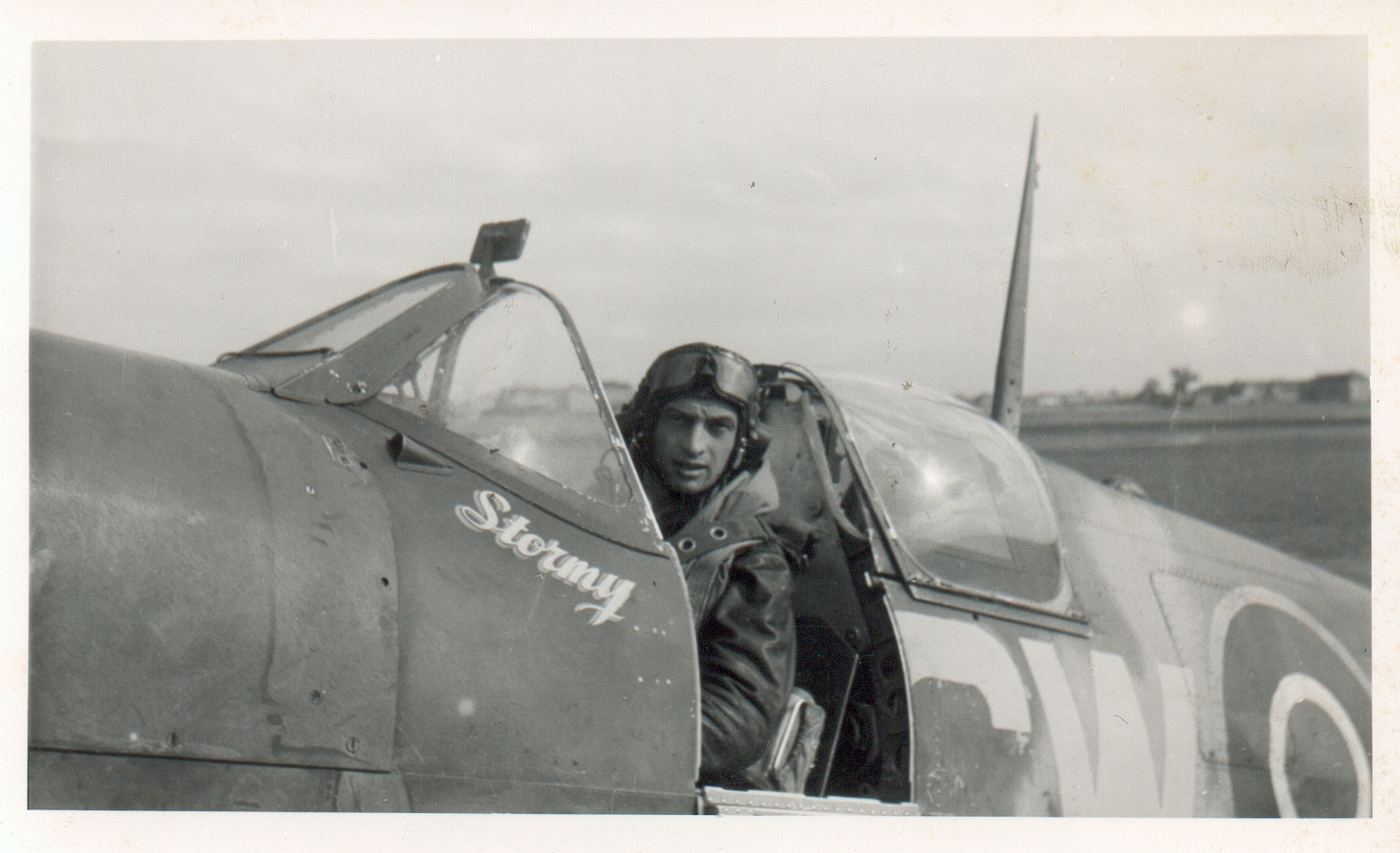
Tettuccio aperto di un Supermarine Spitfire fotografato nel 1944.

I primi aerei dei pionieri dell'aviazione non avevano un tettuccio. I piloti erano esposti al vento e agli agenti atmosferici, ma è da notare che i voli agli albori dell'era aeronautica venivano effettuati solo in condizioni meteorologiche favorevoli. Nel corso della prima guerra mondiale, la maggior parte degli aerei non aveva tettuccio, sebbene molti cominciassero a utilizzare dei piccoli parabrezza per riparare il pilota dal flusso aerodinamico generato dall'elica e dal vento. Con l’aumento delle velocità e delle quote raggiunte, negli anni venti e trenta del XXº secolo, si diffuse l'utilizzo del tettuccio per aumentare la protezione dei piloti.
I primi tettucci erano composti da diverse sezioni realizzate in vetro, tenute in posizione da una intelaiatura. Questa riduceva la visibilità, il che era un problema specialmente per gli aerei militari. Inoltre, il tettuccio di vetro era molto più pesante di quelli realizzati in polimetilmetacrilato, noto anche con il nome commerciale di plexiglas, che furono introdotti poco prima della seconda guerra mondiale. Il nuovo materiale acrilico consentiva la realizzazione di tettucci a bolla (cupolini o in inglese bubble canopy) privi di intelaiatura e furono utilizzati su velivoli quali i britannici Supermarine Spitfire e il Westland Whirlwind, con l'intento di avvantaggiare i piloti in combattimento fornendo maggiore visibilità e riducendo i pesi.